# Poisson à la grecque
 (novembre 2019).
 (janvier 2022).
Si vous disposez d'ouvrages ou d'articles de référence ou si vous connaissez des sites web de qualité traitant du thème abordé ici, merci de compléter l'article en donnant les références utiles à sa vérifiabilité et en les liant à la section « Notes et références ».
Le poisson à la grecque ou ryba po grecku est un plat connu en Pologne, probablement issu du plat grec nommé psari plaki, servi chaud ou froid, élaboré à partir de morceaux de poisson frits ou de filets de poisson dans une sauce aux légumes. Les ingrédients de base de la sauce sont les carottes râpées, le persil, le céleri, l'oignon et le concentré de tomate. Tous sont frits dans l'huile puis braisés avec de l'eau, du sel, du poivre et des épices. Après la friture, le poisson est mijoté avec des légumes préalablement cuits.
En Pologne, le poisson à la grecque est consommé lors du réveillon de Noël.